# Olga Morozova
Olga Vasiljevna Morozova [ólga vasíljevna morózova] (rusko Ольга Васильевна Морозова), ruska tenisačica, * 22. februar 1949, Moskva, Rusija.